# Corynoptera perfecta
Corynoptera perfecta är en tvåvingeart som först beskrevs av Franklin William Pettey 1918.  Corynoptera perfecta ingår i släktet Corynoptera och familjen sorgmyggor.
Artens utbredningsområde är Maryland. Inga underarter finns listade i Catalogue of Life.